# Djupvika
Die Djupvika (norwegisch für Tiefe Bucht) ist eine Bucht im ostantarktischen Königin-Maud-Land. Sie liegt zwischen den Halbinseln Botnneset und Djupvikneset im südwestlichen Abschnitt der Lützow-Holm-Bucht.
Norwegische Kartografen, die ihr auch ihren Namen gaben, kartierten sie anhand von Luftaufnahmen, die während der Lars-Christensen-Expedition 1936/37 entstanden.